# Sainte-Colombe-sur-l’Hers
Sainte-Colombe-sur-l’Hers település Franciaországban, Aude megyében. Lakosainak száma 444 fő (2022. január 1.). Sainte-Colombe-sur-l’Hers Lesparrou, Montbel, Le Peyrat és Rivel községekkel határos.

## Népesség
A település népessége az elmúlt években az alábbi módon változott:
| Lakosok száma | 603  | 534  | 530  | 511  | 484  | 447  | 435  | 436  | 438  | 444  |
|               | 1968 | 1982 | 1990 | 2006 | 2013 | 2015 | 2017 | 2019 | 2020 | 2022 |